# Anastasios Avlonitis
Anastasios Avlonitis (griechisch Αναστάσιος Αυλωνίτης, * 1. Januar 1990 in Chalkida) ist ein griechischer Fußballspieler auf der Position eines Innenverteidigers.

## Karriere
Avlonitis begann seine Karriere beim Zweitligisten Egaleo AO Athen. Nach dessen Abstieg in die dritte Liga wurde er 2008 an den Zweitligisten AO Ilisiakos verliehen und kehrte 2009, nach Egaleos Wiederaufstieg, dorthin zurück. 2010 wechselte er zum Erstligisten AO Kavala. Nach dessen Zwangsabstieg in die vierte Liga wechselte er zum Erstligisten Panionios Athen. 2014 ging er zum Athener Vorortsklub Olympiakos Piräus. Nachdem er in seiner zweiten Saison in Piräus keinen Einsatz in der Liga verbuchen konnte, wurde er im Februar 2016 nach Österreich an den SK Sturm Graz verliehen. Im Januar 2017 wechselte er für ein halbes Jahr zu Heart of Midlothian nach Schottland. Zu Beginn der Saison 2017/18 wechselte Avlonitis zu Panathinaikos Athen. Dort löste er im April 2018 seinen Vertrag auf, um ab der Saison 2018/19 wieder für Sturm Graz zu spielen. Nach weiteren 47 Bundesligaeinsätzen für die Grazer verließ er den Verein nach der Saison 2019/20.
Daraufhin wechselte er zur Saison 2020/21 zum italienischen Zweitligisten Ascoli Calcio, bei dem er einen bis Juni 2022 laufenden Vertrag erhielt. 2022 wechselte er zu Apollon Limassol, einem Verein der höchsten zyprischen Spielklasse, und 2023 zum FC Panserraikos.